# 中原百货
中原百货集团股份有限公司是一間位於天津市的市屬國有企業，集团經營百貨公司。現有和平区滨江道华联商廈店(簡稱华联店)、滨海新区解放路金街店(簡稱滨海店)和恒华大厦店。中原百货集团現為天津劝业华联集团有限公司的子公司，與天津劝业场為姊妹公司。
中原百货集团的前身始建于1926年，坐落在原天津日租界旭街（今和平路）的百货大楼。 百货大楼店(總店)於新中國成立後交由天津百货公司经营。

## 历史
1926年，先施香港總公司高级职员林寿田、黄文谦与林紫垣、容原刚、何嘉年、先施上海分公司職員陈军海、何逸州等人在日本驻天津领事劝说和利诱下，以三万多元的在天津日租界旭街（今和平路）买下1千余平米的土地来建设中原公司大楼。由基泰工程公司设计并兴建，由复兴公司投标包工，共投资47万银元。1927年12月竣工。1928年元旦，中原公司大楼开业，黎元洪剪彩揭幕。1931年九一八事变后，中国国内反日运动兴起，中原公司陷于瘫痪。1932年，中原公司经理部在天津法租界的福煦将军路（今滨江道）成立中原公司分店。1934年，又在北京王府井大街开设分店。中华人民共和国成立后，中原公司总店交予天津百货公司经营并于1949年7月7日重新开业改名为天津百货大楼。1950年5月1日，中原天津滨江道分店又被批准成为中华人民共和国首家公私合营的大型百货零售商场，改名为“新中原公司”。文化大革命中，新中原公司改名为“工农兵商场”。1979年，恢复原有的老字号“中原公司”。

## 其他投資
中原百貨集團(當時名為华联商厦中原公司)於1992年與香港信德集團(50%)、天津和平區建設開發公司(10%)合資成立天津華信商廈有限公司，中原公司佔40%股權，發展天津信達廣場。中原百貨集團現仍擁有5%天津華信商廈有限公司股權。

## 内部链接
- 滨江道
- 和平路